# Cuibul de viespi (film)
Cuibul de viespi este un film românesc din 1987 regizat de Horea Popescu, după piesa de teatru Gaițele (1932) de Alexandru Kirițescu (1888-1961). Rolurile principale au fost interpretate de actorii Tamara Buciuceanu-Botez, Coca Andronescu, Ovidiu Iuliu Moldovan, Raluca Zamfirescu și Gheorghe Dinică.

## Rezumat
În 1936, un timp în care Bucureștiul a fost cunoscut ca „Parisul Estului”, cele trei surori Duduleanu, dintr-o familie de comercianți prosperi, își conduc clanul cu mână de fier. Tânărul jurnalist Mircea Aldea intră în acest clan prin căsătoria cu fiica lor, dar această unire va fi de scurtă durată.

## Distribuție
Distribuția filmului este alcătuită din:
- Tamara Buciuceanu-Botez — Aneta Duduleanu, văduva marelui moșier și comerciantului de cereale Tasse Duduleanu (1851-1936)
- Coca Andronescu — Zoia, sora mai mică a Anetei Duduleanu
- Ovidiu Iuliu Moldovan — Mircea Aldea, tânăr jurnalist
- Raluca Zamfirescu — Lena, sora mai mare a Anetei Duduleanu
- Gheorghe Dinică — Georges Duduleanu, fiul mai mare al Anetei, comerciant angrosist
- Ileana Stana Ionescu — Fräulein („Fraila”), servitoarea austriacă a Dudulenilor
- Marin Moraru — Ianache Duduleanu, fiul mai mic al Anetei, comerciant angrosist
- Maria Ploae — Margareta („Margot”) Aldea, fiica Anetei Duduleanu, soția lui Mircea Aldea
- Tora Vasilescu — Colette („Curvette”) Duduleanu, soția lui Ianache
- Vivian Alivizache — Wanda Serafim, verișoara Margaretei, o tânără frivolă venită de la Paris
- Constantin Diplan — Ernest, șoferul personal al lui Ianache, amantul Colettei
- Theodor Danetti — antreprenorul de pompe funebre
- Virginia Mirea — Zamfira, servitoarea din casa Anetei Duduleanu
- Angela Radoslăvescu — Fräulein Eva, directoarea austriacă a Hotelului Minerva
- Vasile Muraru — Ionică Țapu, soldat, ordonanța unui ofițer, iubitul Zamfirei
- George Constantin — unchiul Michel, fratele surorilor Duduleanu
- Mircea Albulescu — omul necăjit care bea la cârciuma „La leacu durerii”
- Alexandru Repan — Al. Popescu, directorul ziarului
- Aimée Iacobescu — Jenny Valeriu, fiica industriașului, pețitoarea soților Aldea
- Simona Bondoc — Beatrice, proprietara unei case de mode
- Julieta Strîmbeanu — Sevastia, soția unchiului Michel
- Ortansa Stănescu
- Ion Cojar — Avram Valer (Armand Valeriu), mare industriaș
- Cristian Ștefănescu — Cristi, șoferul lui Georges
- Catița Ispas — soția industriașului Avram Valer
- Aristide Teică — proprietarul florăriei
- Camelia Zorlescu — prințesa Andronache, verișoara Colettei, care face trotuarul la Paris
- Ion Pomponiu
- Alexandru Georgescu — Căpruț, groparul de la Cimitirul Izvorul Tămăduirii
- Emil Bozdogescu — recepționerul de la Hotelul Minerva
- Gheorghe Tomescu — contabilul casei de comerț a familiei Duduleanu
- Radu Panamarenco — negustorul care îi oferă bani Wandei pentru a-l însoți la Strehaia
- Mihai Cafrița
- Ștefan Hagimă
- Chiriță Dumitrescu
- Cerasela Stan — Bijou
- Carmen Zecheru
- Constantin Leoveanu
- Paul Tănase
- Anca Apostol
- Simona Damian
- Raluca Damian
- Mihnea Columbeanu — cioclu (nemenționat)
- Alfred Demetriu — dr. Faustin (nemenționat)
- Cornelia Alexoi-Columbeanu — doamna dr. Faustin (nemenționată)
- Dan Aștilean — bărbat de la cinema (nemenționat)